# Mo kyrka, Nordland
Mo kyrka i Mo i Rana i Nordland fylke i Norge är församlingskyrka i Mo församling i Sør-Hålogalands stift av Norska kyrkan.
Kyrkan uppfördes 1723–1724 efter ritningar av arkitekterna Grenstad och Espen Poulsen. Den invigdes den 6 januari 1724 i ett sammanhang som präglades av pietism och samemission. Kyrkans första präst var "Samernas apostel", Thomas von Westen.
Kyrkan genomgick en mycket omfattande ombyggnation från år 1801, och togs halvfärdig i bruk igen 1803; byggnadsarbete och renoveringar kom att pågå i decennier. Kyrkan målades röd i samband med en senare tillbyggnad 1860–1863 och fick sin nuvarande vita färg 1908.

## Inventarier
Kyrkans bänkar byttes senast ut vid en storskalig renovering 1956.
Bakom altaret hänger en tredelad altartavla från 1866 målad av Eilert Balle Lund. Mittpartiet återger Jesu himmelsfärd medan vänster panel föreställer Mose med budordstavlorna och högerpanelen porträtterar aposteln Johannes. I ett kapell bakom koret återfinns en äldre altartavla, från 1760-talet. Den är snidad 1766 av Jens Pedersen Fagermoen och målad 1768 av Povel Kolset.
Predikstolen i trä är från 1800-talet och är placerad i sydöst.
Kyrkans första orgel installerades 1890. År 1989 ersattes den av en mekanisk orgel med 16 stämmor och närmare 1700 pipor.